# Outrup
Outrup oder Ovtrup ist ein dänischer Ort in der Kommune Varde, Region Syddanmark.
Der Ort liegt nordwestlich der Kleinstadt Varde.
Durch den Ort fließt der Bach Outrup Bæk der westlich des Ortes in den Fidde Strøm und später in den  Fidde Sø mündet.
Als Hauptort des Kirchspiels Outrup Sogn befindet sich hier die Outrup Kirke. Es gibt im Ort eine Grundschule, in der die Kinder bis zur 6. Klasse unterrichtet werden. Ab der 7. Klasse gehen die Kinder in Nørre Nebel zur Schule.
Südwestlich des Ortes liegt das Outrup Speedway Center, eine Speedway-Rennstrecke.

## Verkehr
Outrup liegt an der Sekundærrute 181 von Varde in Richtung Norden. Der Ort hat einen Bahnhof an der Bahnstrecke Varde–Nørre Nebel. Dieser wird durch den Betreiber GoCollective bedient.